# 2037年1月31日月食
2037年1月31日月食为一次將在协调世界时2037年1月31日出現的月全食。該次月食半影食分為2.205、全影食分為1.213。偏食維持了99分，全食維持32分。

## 概述
這次月食的食分是8.97，偏食維持了99分，全食維持32分。

## 基本參數
- 類型：月全食
- 食甚資料：
  - 日期：2037年1月31日
  - 時間：14:00
  - 月球位置：赤經8.97度、赤緯17.5度
  - 食分：半影食分：2.205、全影食分：1.213
  - 持續時間：偏食99分、全食32分

## 外部連結
- NASA月食專頁（页面存档备份，存于）（英文）